# Émile Jonas
Émile Jonas (París, 5 de marzo de 1827 - Saint-Germain-en-Laye, 21 de mayo de 1905) fue un compositor francés del Romanticismo.

## Biografía
Estudió en el Conservatorio de París y en 1849 consiguió el segundo Premio de Roma. Desde 1847 hasta el 1870 fue profesor del Conservatorio de París y director de música de la sinagoga portuguesa, ya que era de origen israelí.

### Obras
- Le Duel de Benjamin, 1855
- La Parade, 1856
- Le roi boit, 1857
- Les Petits Prodiges, 1857
- Job et son chien, 1863
- Le Manoir des Larenardière, 1864
- Avant la noce, 1865
- Les Deux Arlequins, 1865
- Marlbrough s'en va-t-en guerre, 1867
- Le Canard à trois becs, 1869
- Désiré, sire de Champigny, 1869
- Cinderella the Younger, 1871 en Londres
- Goldchignon, 1873 en Viena
- Die Japanesin, 1874 en Viena
- La Bonne Aventure, 1882
- Estelle et Némourin, 1882
- Le Premier Baiser, 1883
- La Princesse Kelebella
- Miss Robinson